# Francisco Macías Nguema
Francisco Macías Nguema (Mongomo, 1º gennaio 1924 – Malabo, 29 settembre 1979) è stato un politico equatoguineano.
È stato il primo presidente della Guinea Equatoriale post-coloniale, dal 1968 al 1979. È considerato uno dei leader più cleptocratici della storia dell'Africa post-coloniale ed è stato paragonato a Pol Pot per via della natura violenta, imprevedibile e anti-intellettuale del suo regime. Coltivò, durante la sua dittatura, un Culto della personalità spinto all'estremo. Tra i suoi atti vi fu il divieto di usare la parola "intellettuale" e quello di pescare (le barche venivano distrutte per ostacolare la fuga degli oppositori). Nel 1976 africanizzò il suo nome in "Masie Nguema Biyogo Ñegue Ndong", ordinando che una analoga mutazione grafica venisse adottata per tutti i nomi di persone, animali, cose e luoghi, al fine di cancellare le tracce del dominio spagnolo.

## Biografia
Francisco Macías Nguema nacque presumibilmente il 1º gennaio 1924 a Mongomo, da famiglia povera, e si iscrisse negli anni 1940 al Partito Socialista Guineano. Dopo aver fallito per tre volte l'esame per il servizio civile, lavorò come traduttore e in seguito ottenne la posizione di sindaco di Mongomo sotto il governo coloniale spagnolo, facendo successivamente parte anche del parlamento territoriale. Ebbe una parte rilevante nella fine del governo coloniale, grazie soprattutto alla sua popolarità fra la gente comune.
Divenne presidente nel 1968, con l'approvazione del governo spagnolo. Nonostante avesse reso la sua carica a vita solo nel 1972, sotto la sua presidenza non si svolsero mai elezioni libere, ma solo a candidatura unica (la sua). In politica estera, il suo mandato annoverò, oltre ad uno scontro di confine con il Gabon, un avvicinamento al blocco sovietico. Di ideologia ambigua (si dichiarò marxista, ma elogiò pubblicamente Hitler), era leader del Partito Unico Nazionale dei Lavoratori e, tramite questo, instaurò una ferrea dittatura.
Il primo ministro del periodo pre-indipendenza, Bonifacio Ondó Edu, venne ucciso in prigione dopo che Macías ebbe preso il potere. Altre personalità, compreso l'ex-vice presidente, si suicidarono mentre erano in stato di detenzione, anche se probabilmente furono indotti a farlo o vennero uccisi. Macías represse duramente le opposizioni, sia quelle di destra, sia quelle di sinistra. Le violazioni dei diritti umani condotte sotto la sua presidenza provocarono la fuga nelle nazioni confinanti di oltre un terzo della popolazione della Guinea Equatoriale (100.000 persone su 300.000).
Gli strumenti di repressione (esercito, guardia presidenziale, polizia e milizie di partito) erano controllati interamente dai suoi parenti e dai membri del suo clan (i fang). Il numero di persone uccise sotto Nguema varia molto a seconda delle fonti, ma la stima più accreditata lo fa ammontare a 50.000, circa un sesto della popolazione di allora.
Nel 1972 si fece nominare presidente a vita, con la facoltà di nominare il suo successore, e da quel momento la repressione aumentò. Questa politica gli procurò però molti oppositori e il 3 agosto 1979 venne rovesciato, con un colpo di stato, dal nipote 37enne Teodoro Obiang Nguema Mbasogo che lui stesso aveva messo alla direzione della famigerata prigione di Black Beach a Bioko.

## Processo e condanna a morte
Il nipote lo fece sottoporre ad un processo sommario, in cui venne accusato per 101 volte di genocidio, deportazioni di massa e appropriazione indebita. Venne fucilato nella prigione di Black Beach a Malabo il 29 settembre 1979, dopo che una richiesta di grazia era stata rifiutata. Nessun soldato locale volle partecipare all'esecuzione poiché si credeva che fosse dotato di poteri magici e venne quindi impiegato un plotone di mercenari.